# مکی (کوهسرخ)
مکی نام روستایی تاریخی از توابع بخش مرکزی شهرستان کوهسرخ در استان خراسان رضوی است. این روستا در دهستان کوه سفید قرار دارد. فاصله روستا تا ریوش ۲ کیلومتر است و بر اساس سرشماری نفوس و مسکن سال ۱۳۹۰ جمعیت آن ۱۴۸۲ نفر (۴۸۰ خانوار) بوده است.

## نگارخانه

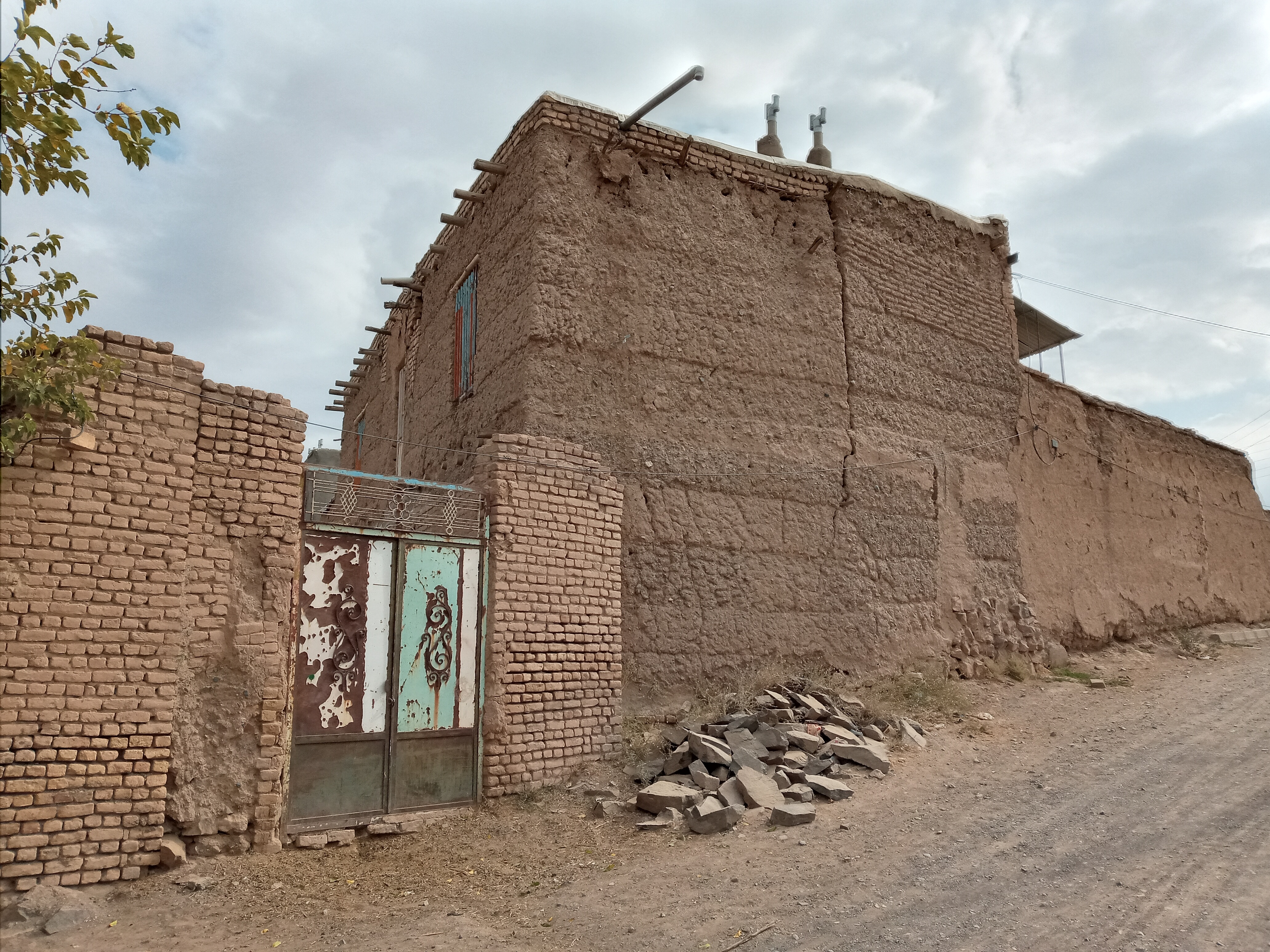
بافت قدیمی روستا
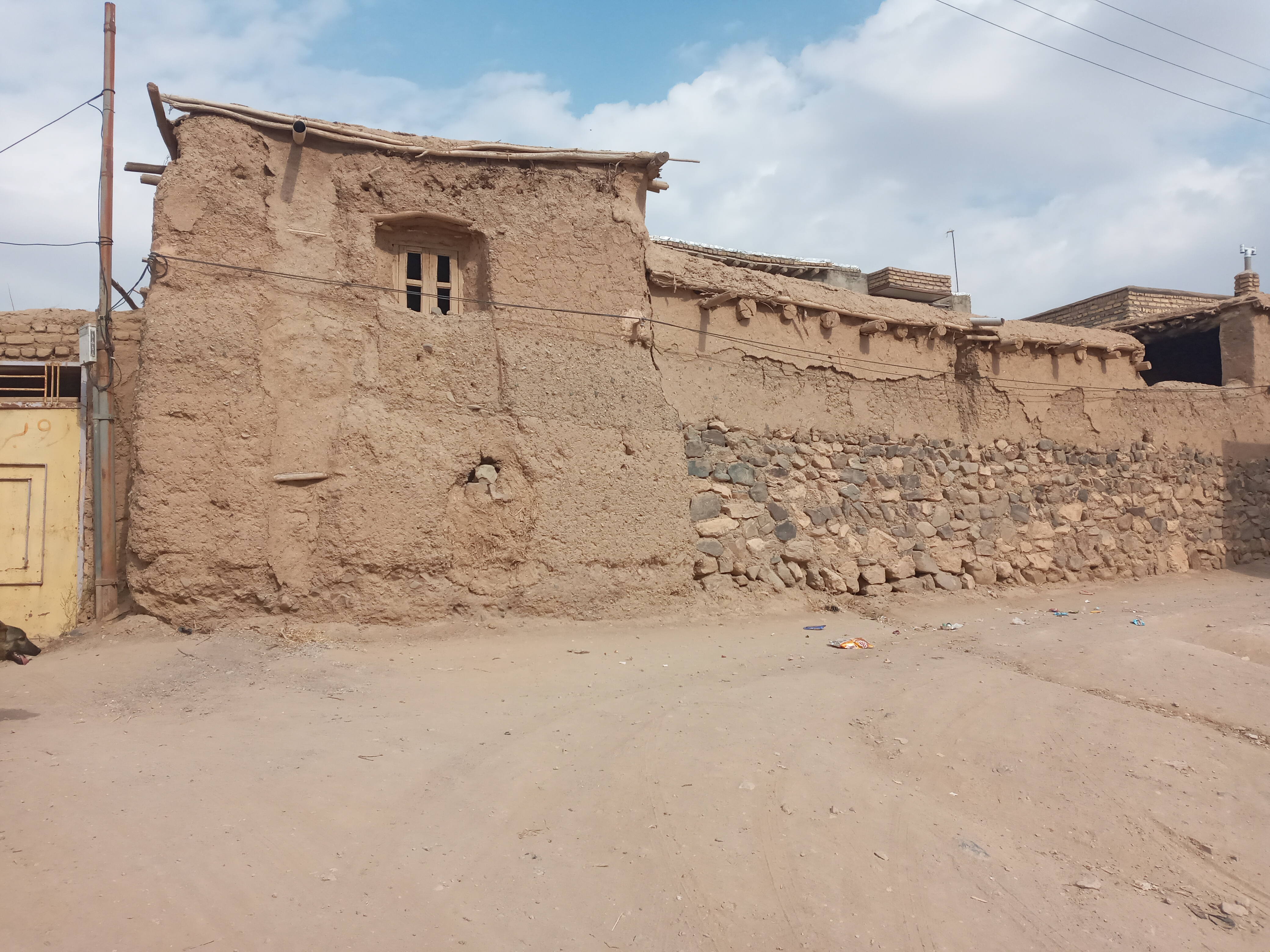
بافت قدیمی روستا
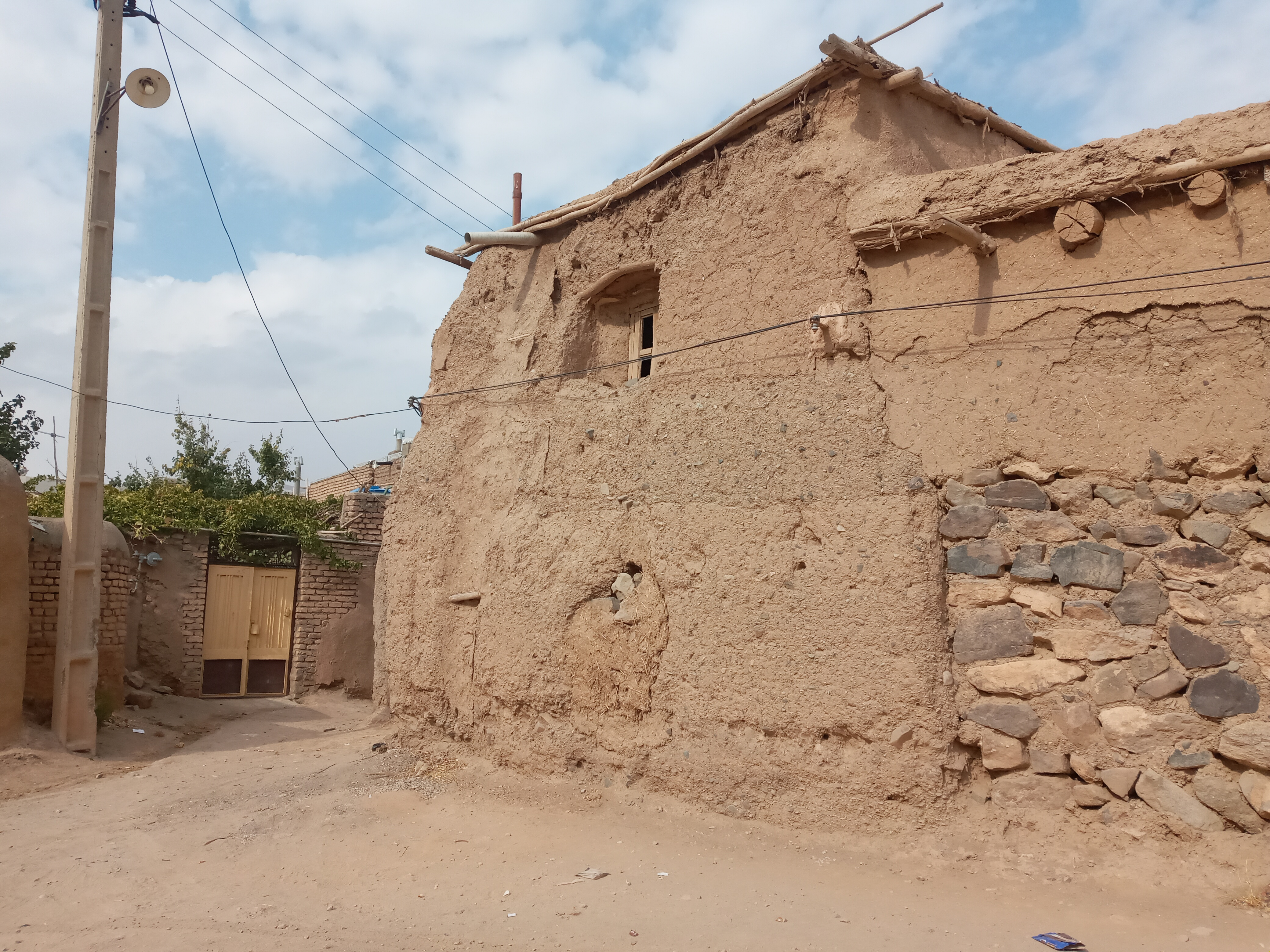
بافت قدیمی روستا
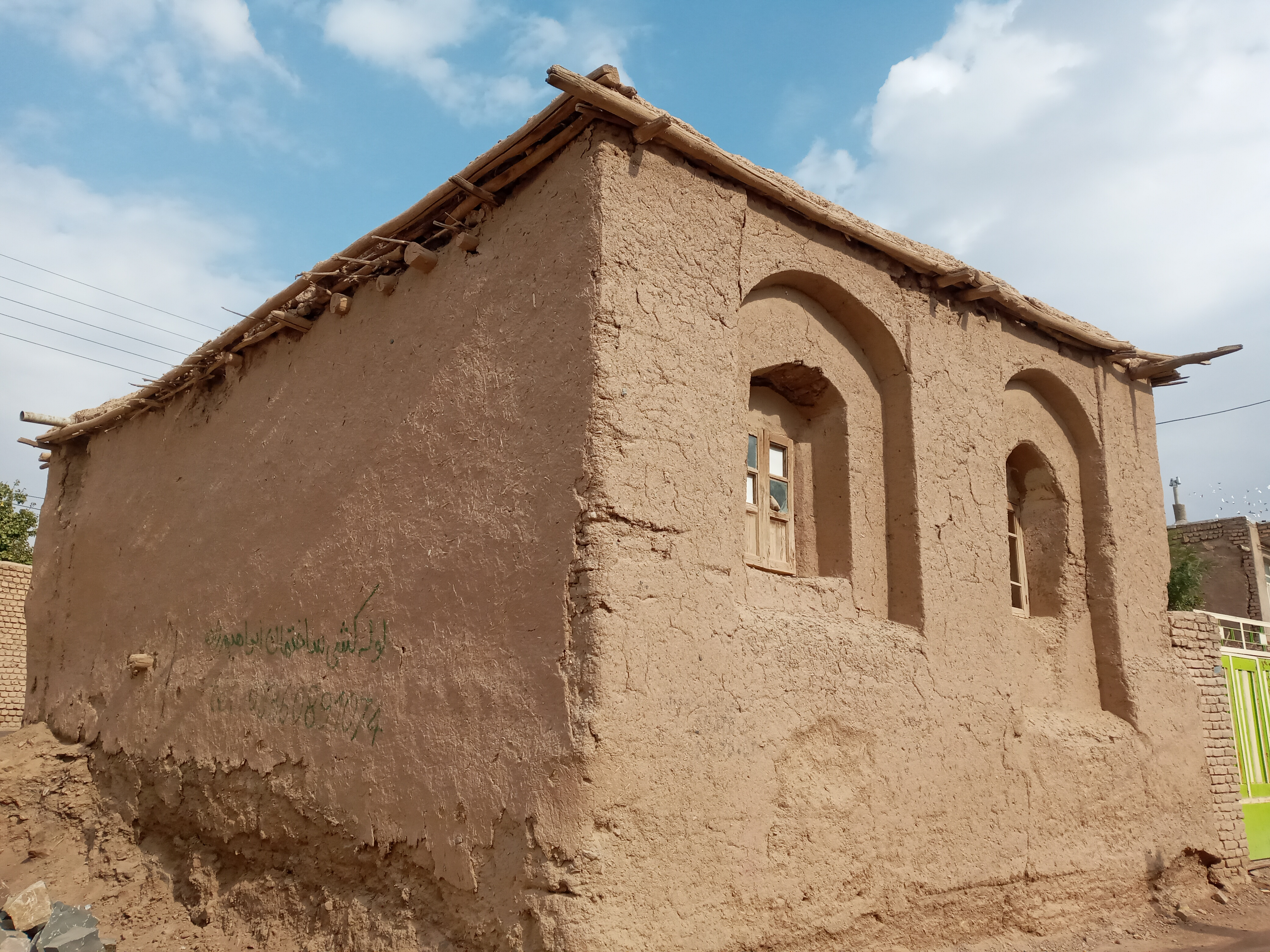
بافت قدیمی روستا
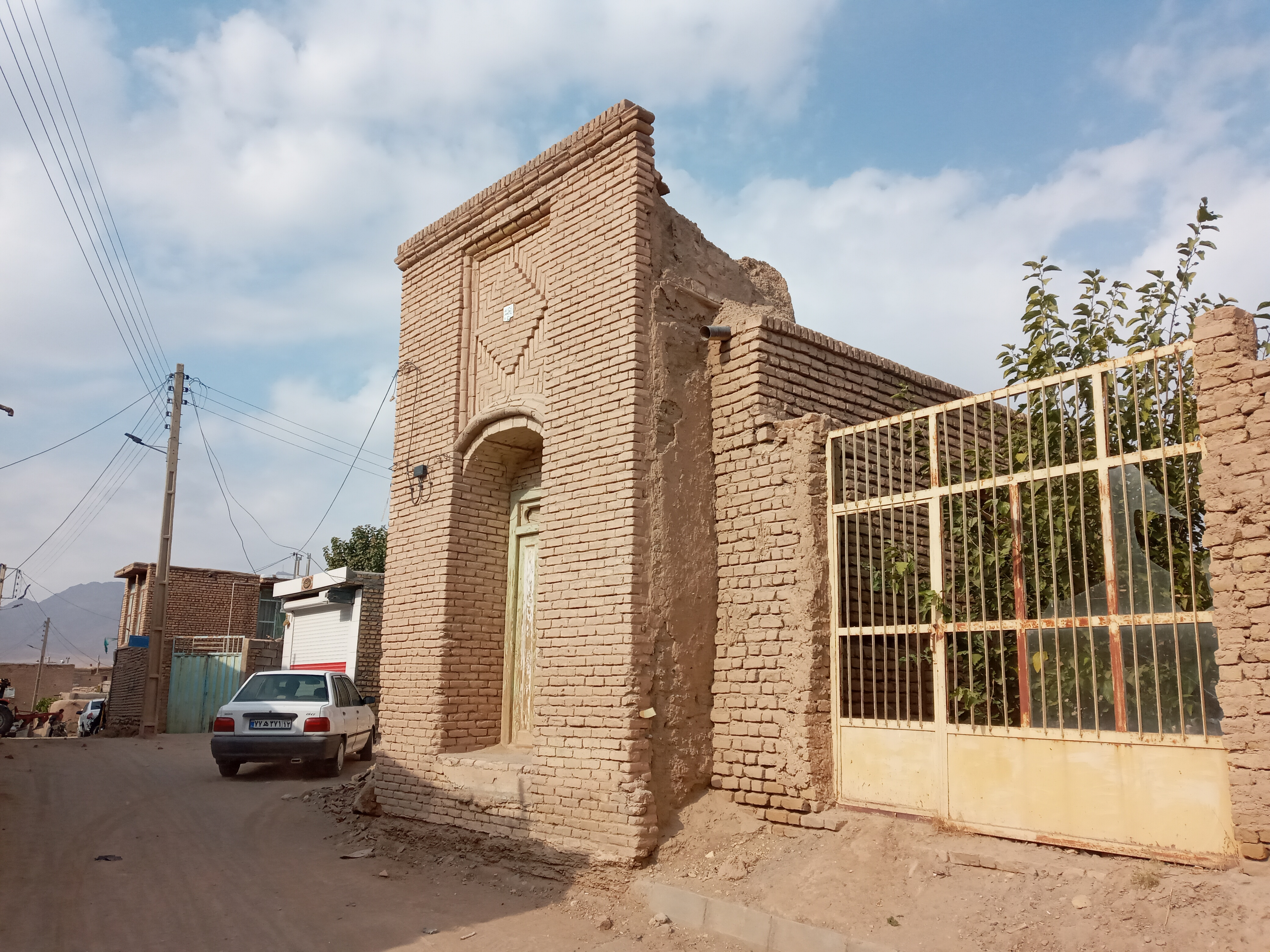
سردر خانهٔ حاج حسن عندلیب
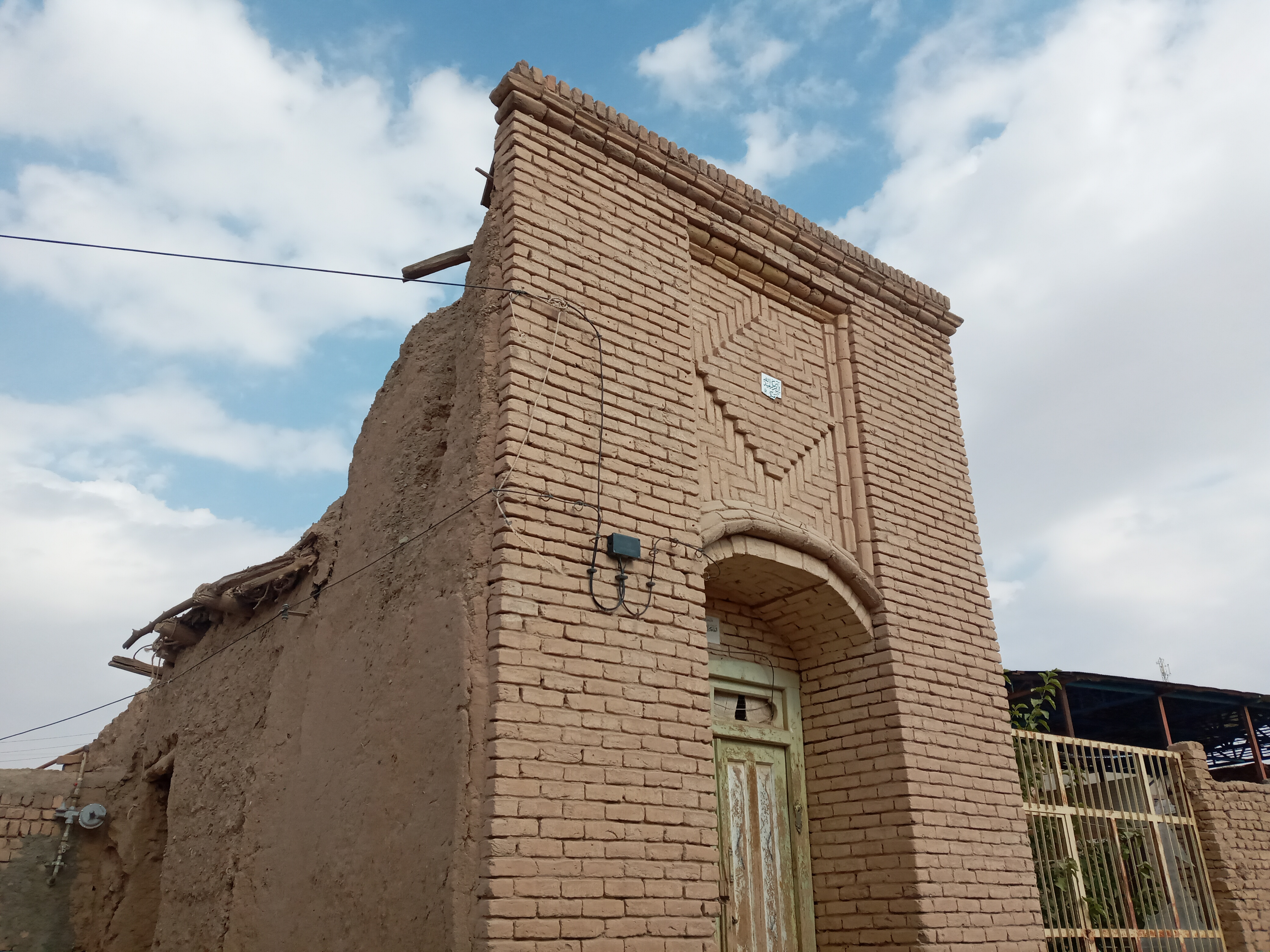
سردر خانهٔ حاج حسن عندلیب
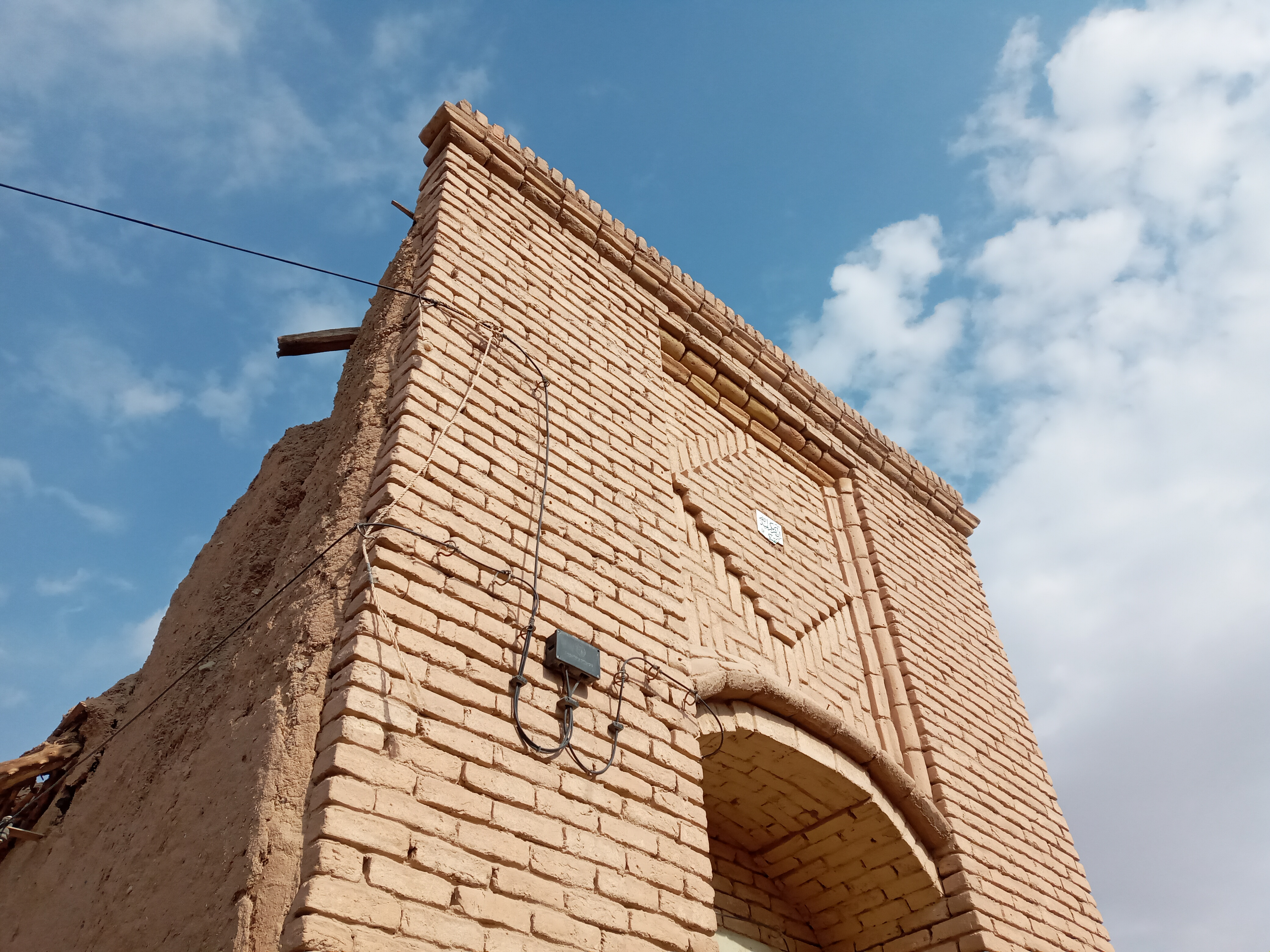
سردر خانهٔ حاج حسن عندلیب
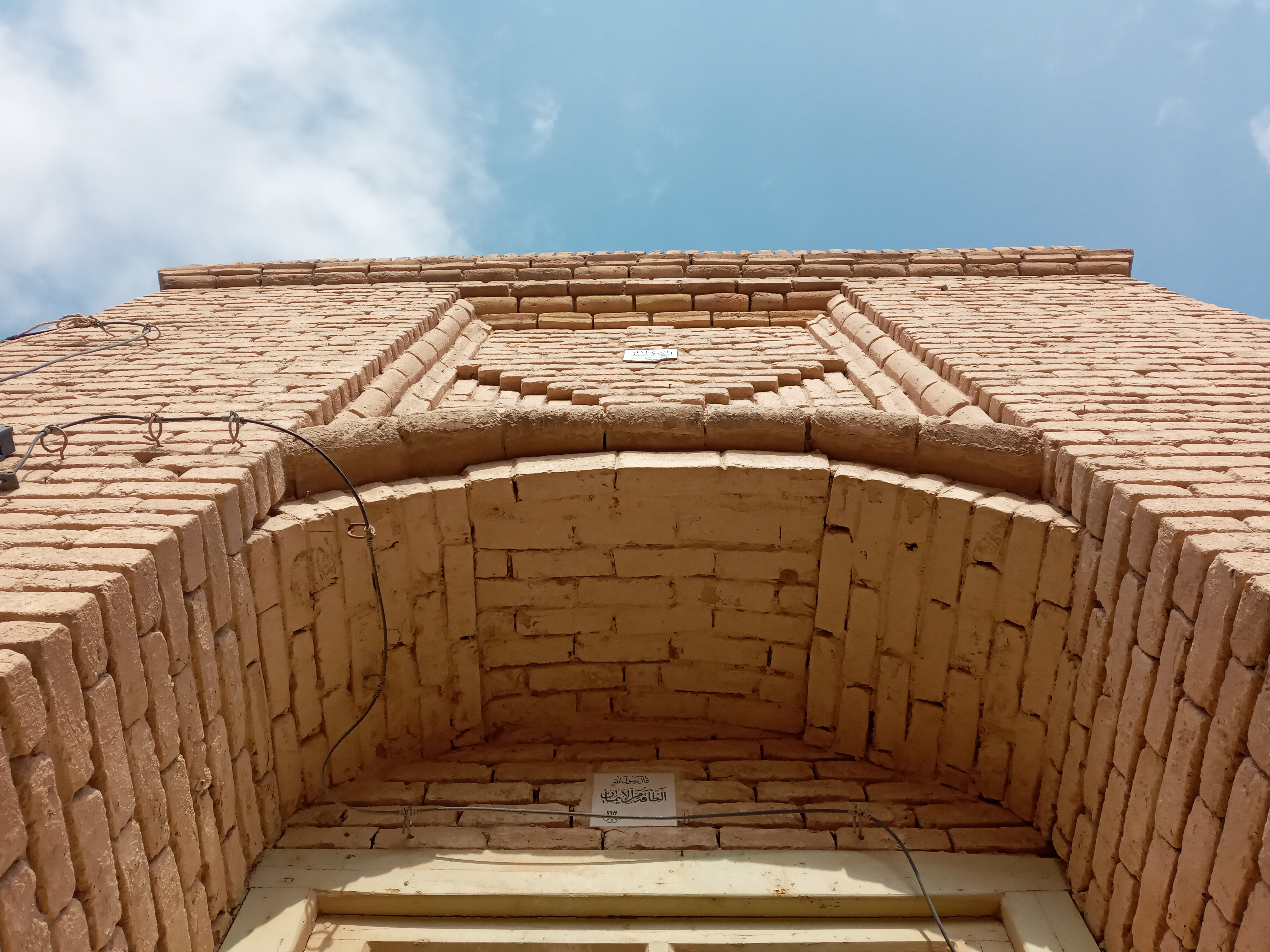
سردر خانهٔ حاج حسن عندلیب
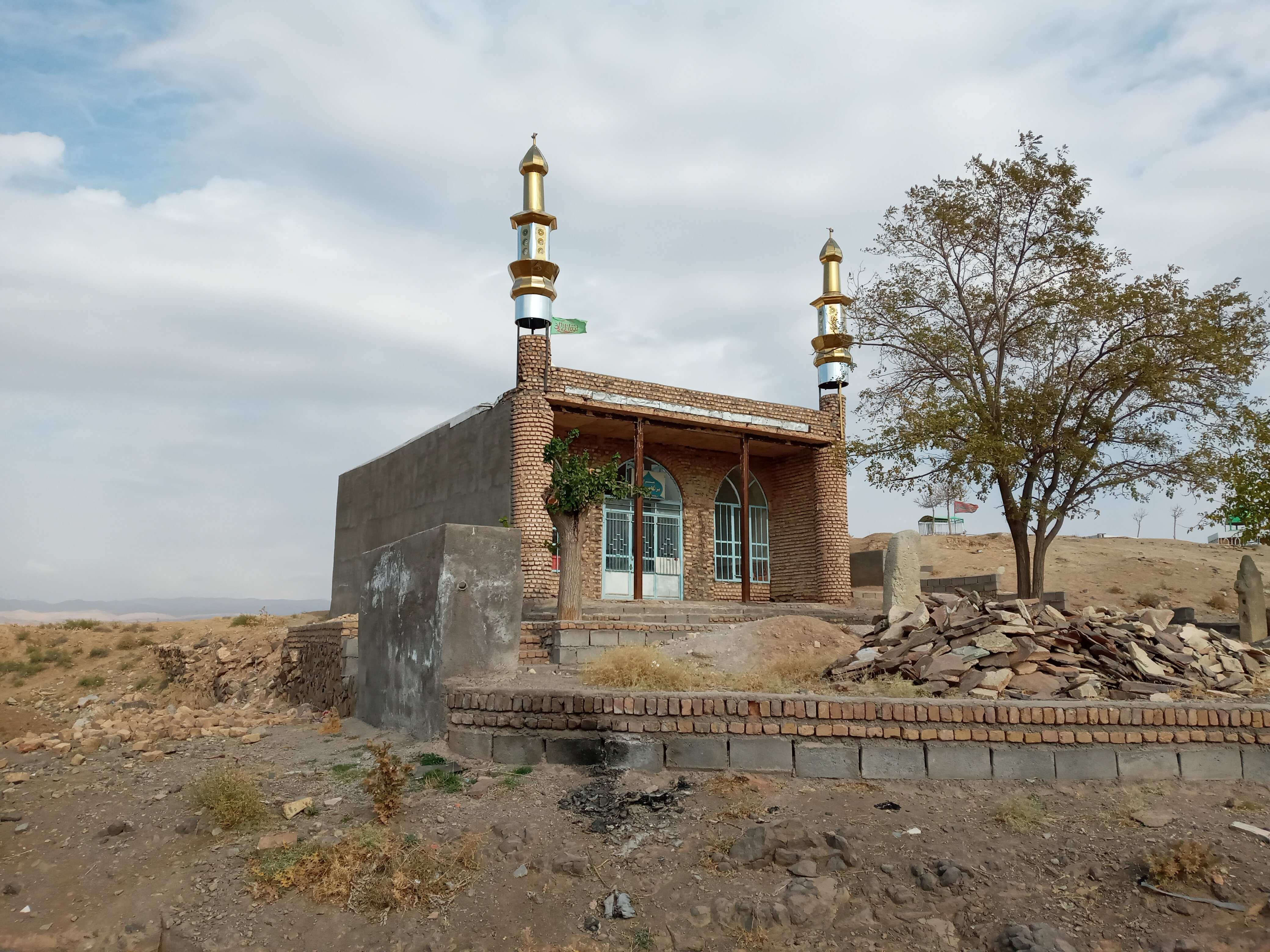
مزار پیر ملا نور محمد
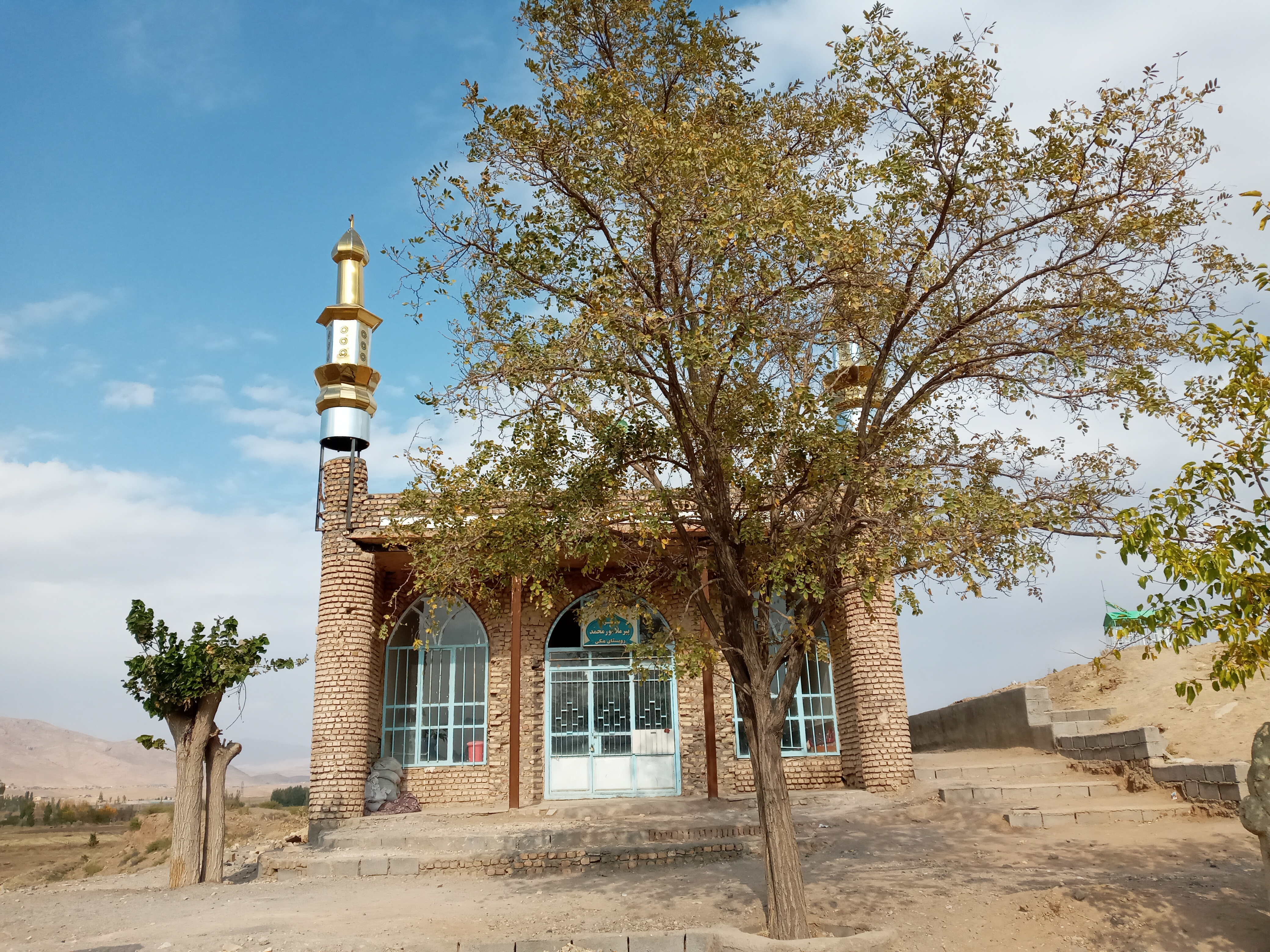
مزار پیر ملا نور محمد
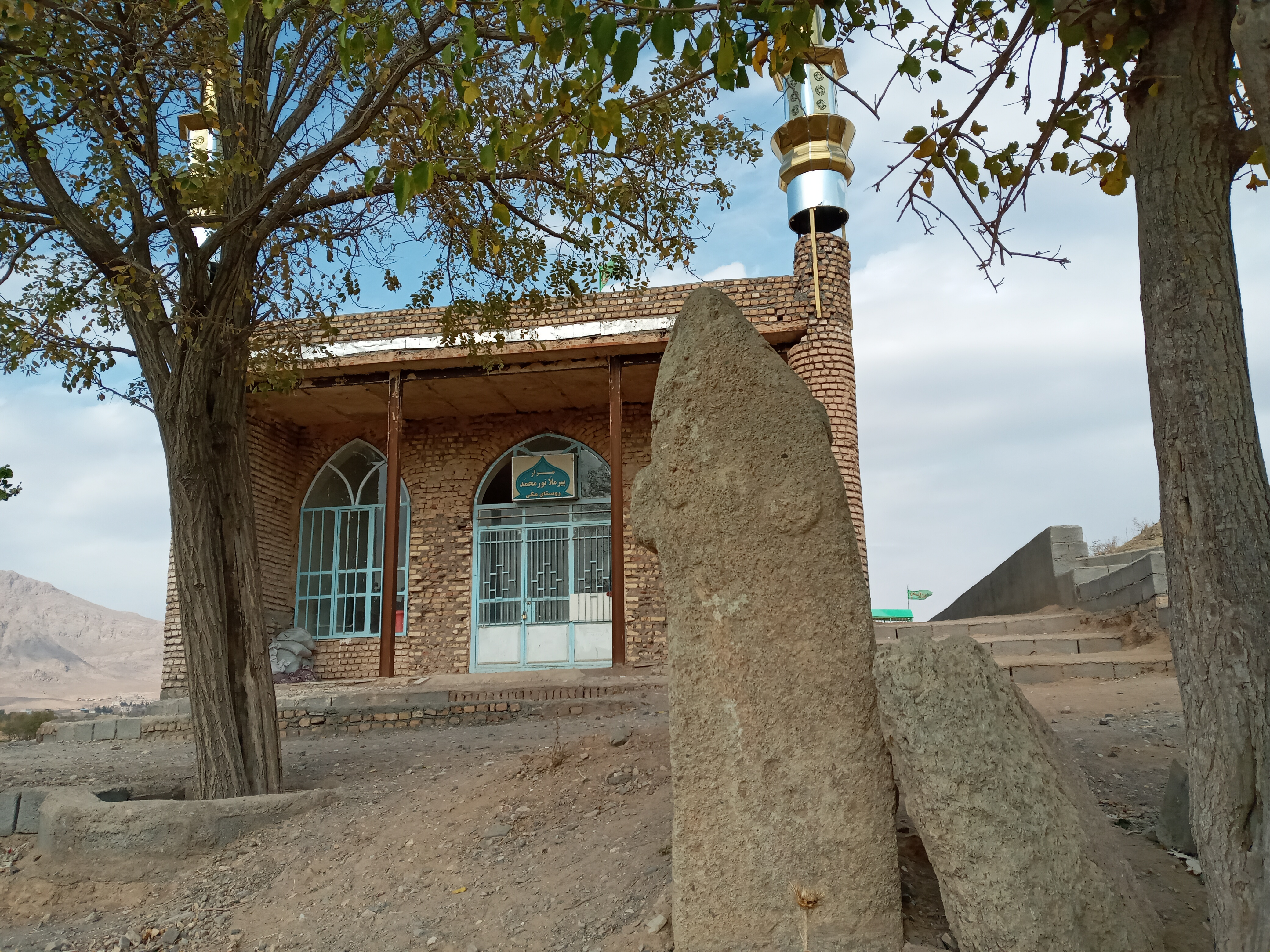
مزار پیر ملا نور محمد
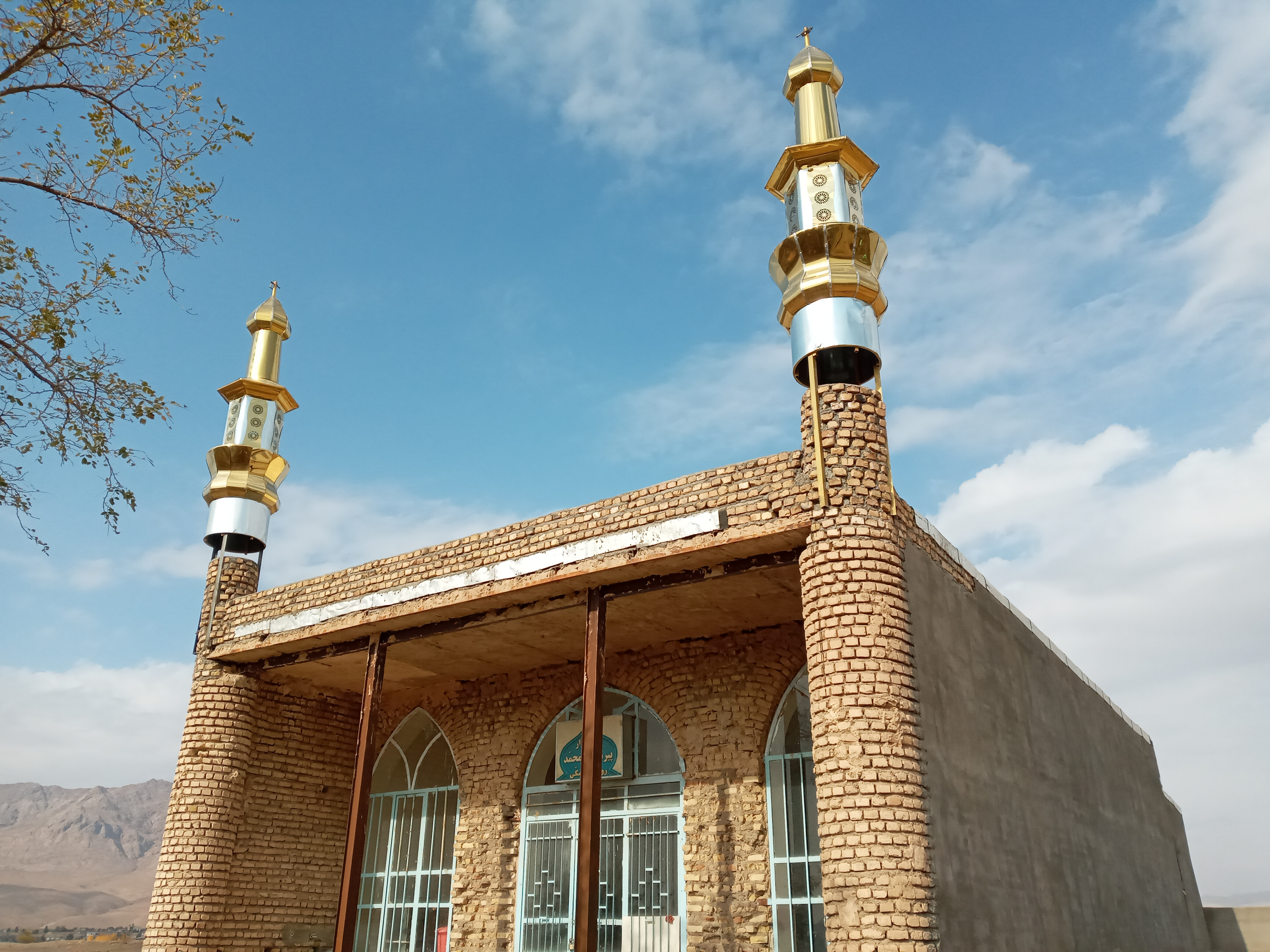
مزار پیر ملا نور محمد
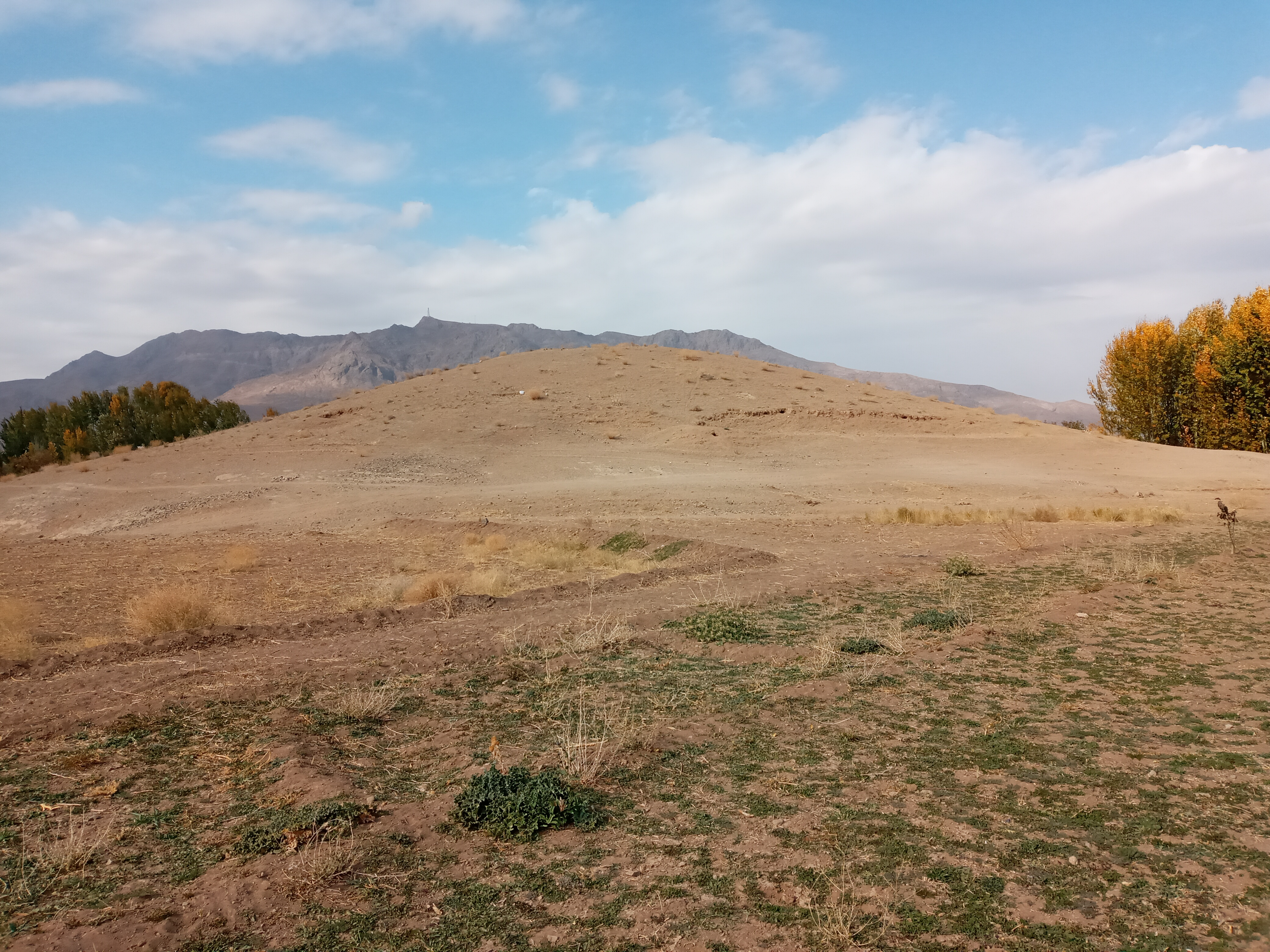
تپهٔ باستانی مکی
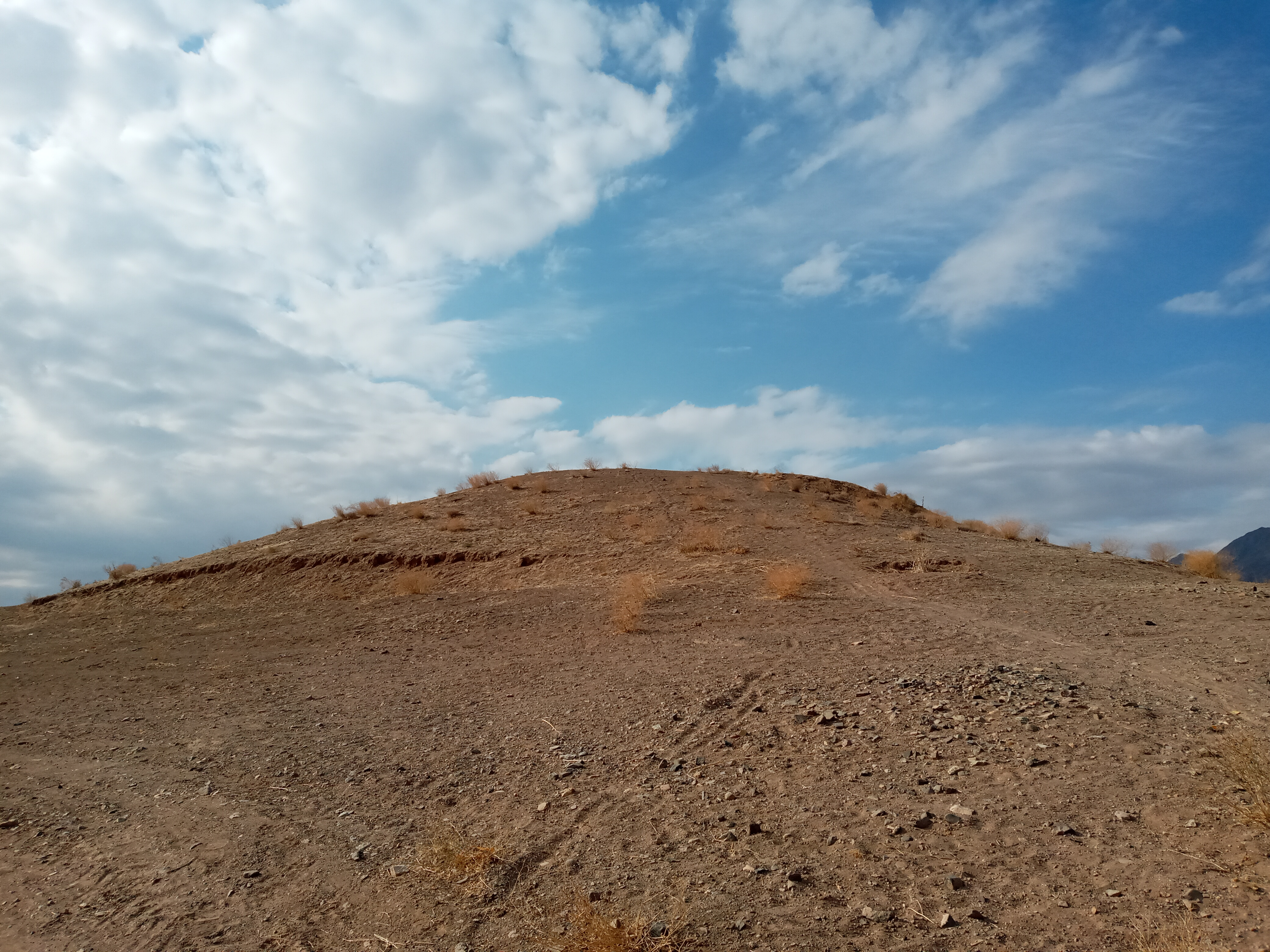
تپهٔ باستانی مکی
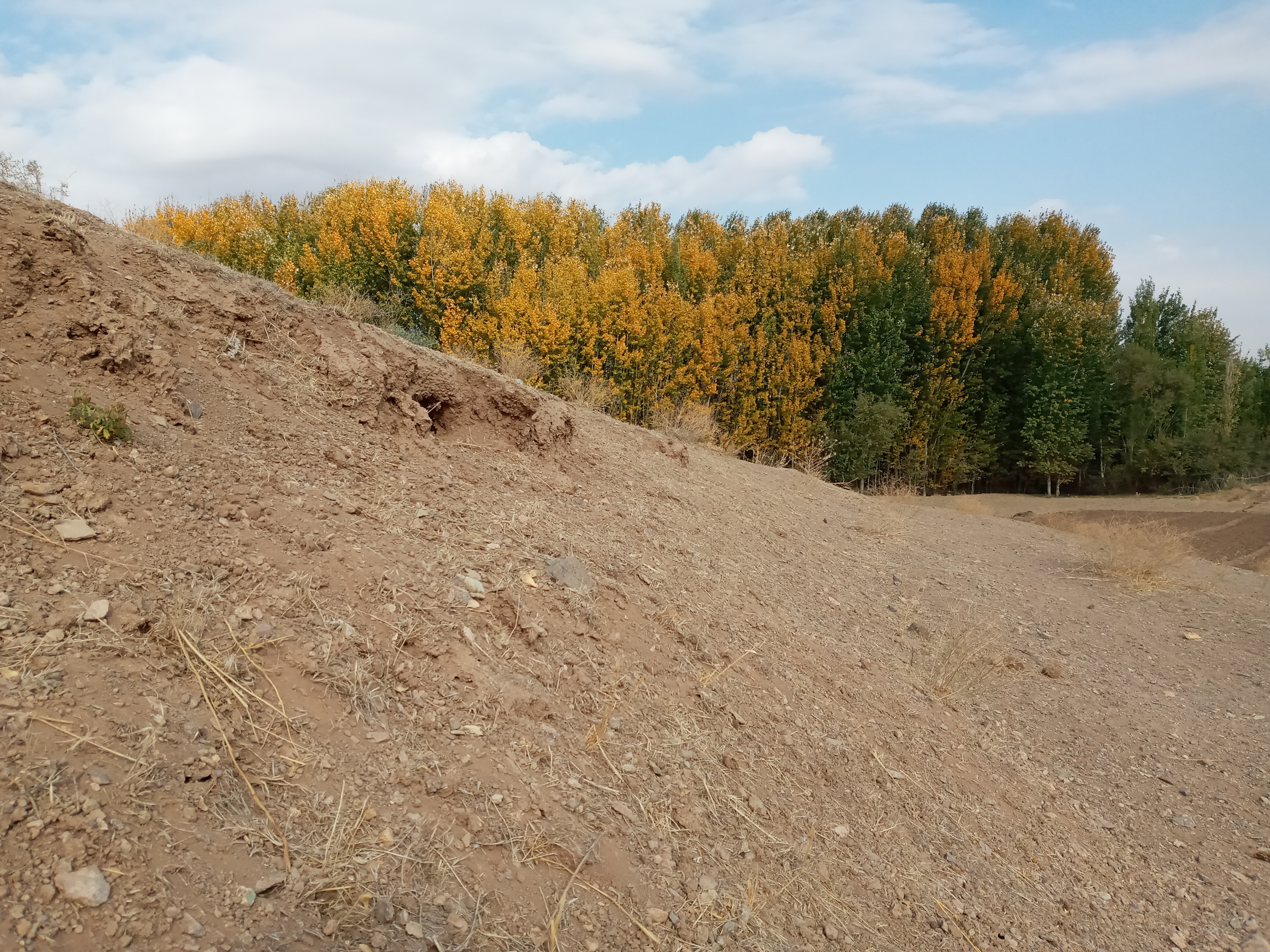
تپهٔ باستانی مکی
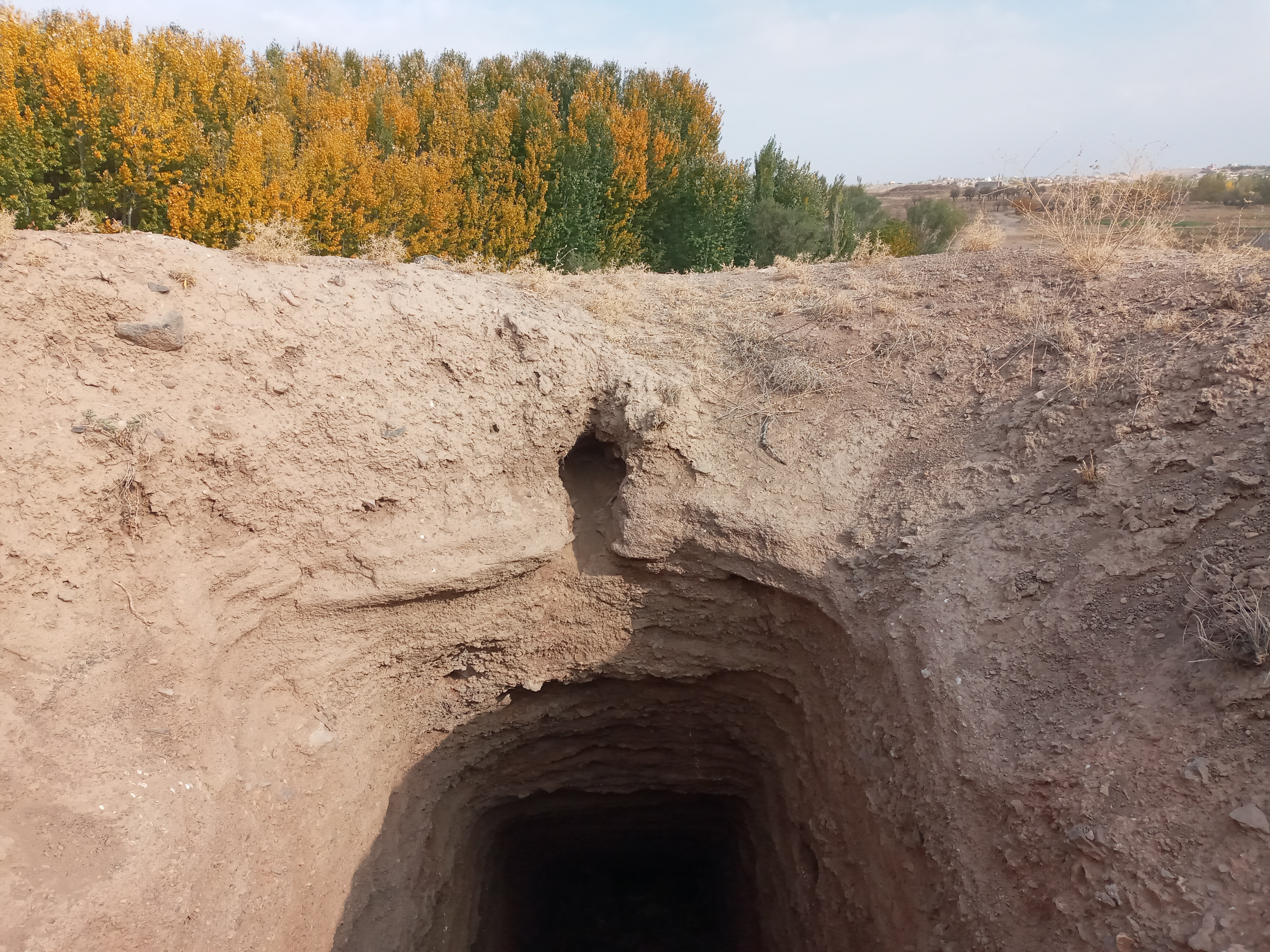
تپهٔ باستانی مکی